# Galeria Nacional de Arte Antiga
Gallerie Nazionali d'Arte Antica (GNAA) ou Galeria Nacional de Arte Antiga é uma galeria de arte em Roma, Itália, localizada em dois espaços: no Palazzo Barberini e no Palazzo Corsini.
O Palazzo Barberini foi projetado para o papa Urbano VIII, da família Barberini, pelo arquiteto italiano Carlo Maderno (1556–1629) no local da antiga Villa Sforza. Seu salão central foi decorado por Pietro da Cortona com o panegírico visual da "Alegoria da Divina Providência e do Poder Barberini" para glorificar a família patrocinadora.
O Palazzo Corsini, conhecido antigamente como Palazzo Riario, é um palácio do século XV reconstruído no século XVIII pelo arquiteto Ferdinando Fuga para o cardeal Neri Maria Corsini.

## Galeria

Destaques
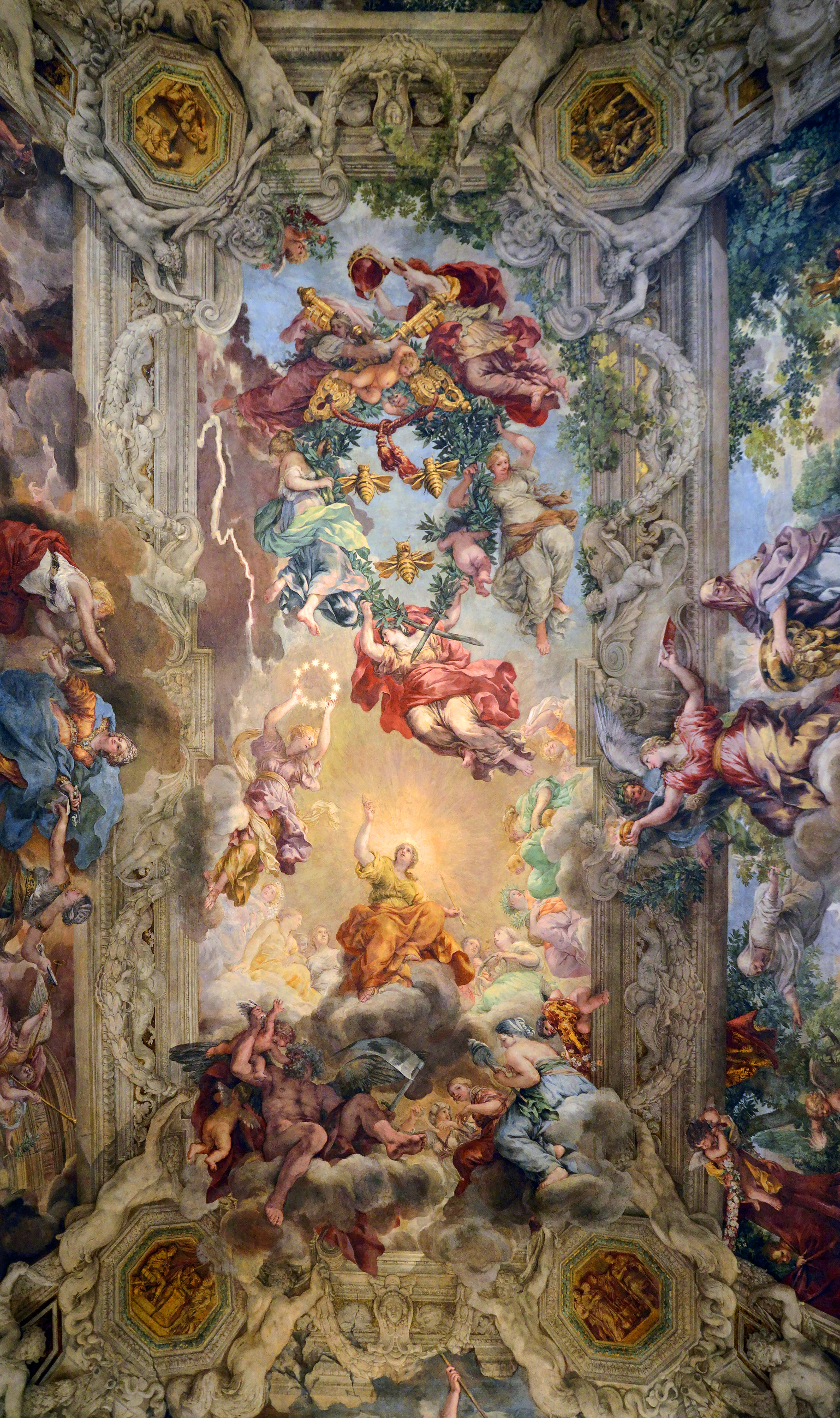
"Alegoria da Divina Providência e do Poder Barberini", de Pietro da Cortona.
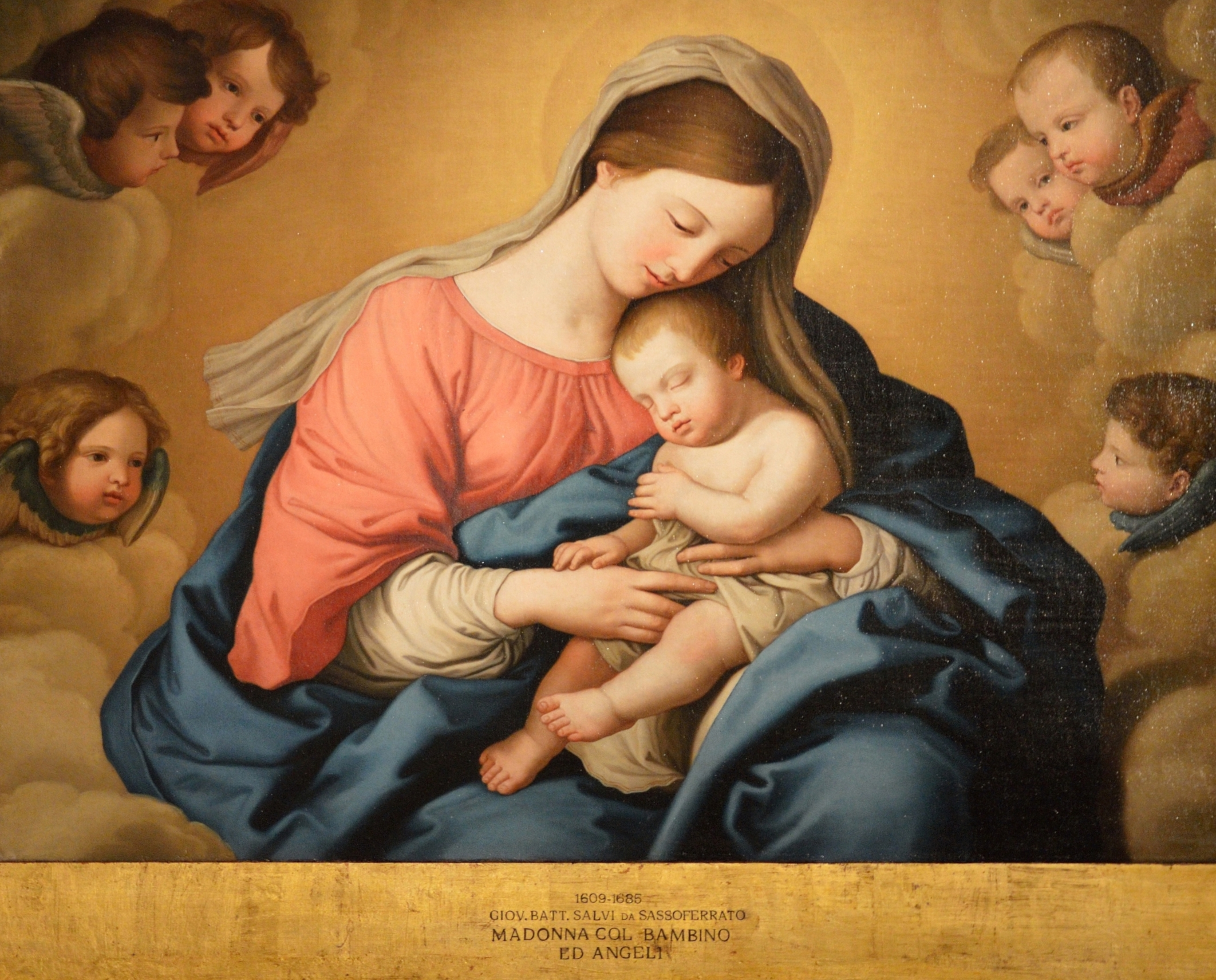
"Madona com o Menino" de Il Sassoferrato.
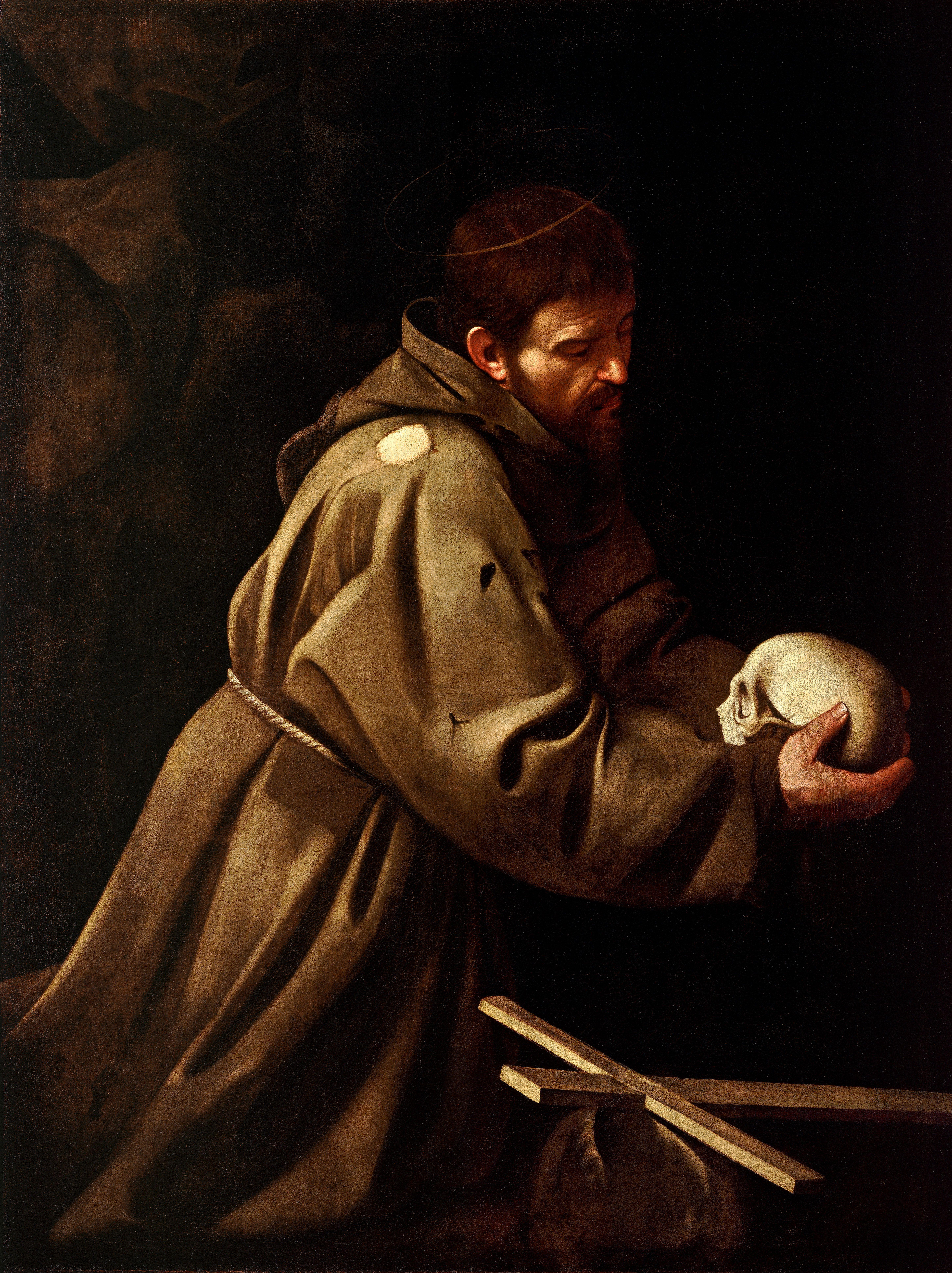
"São Francisco Meditando", de Caravaggio.
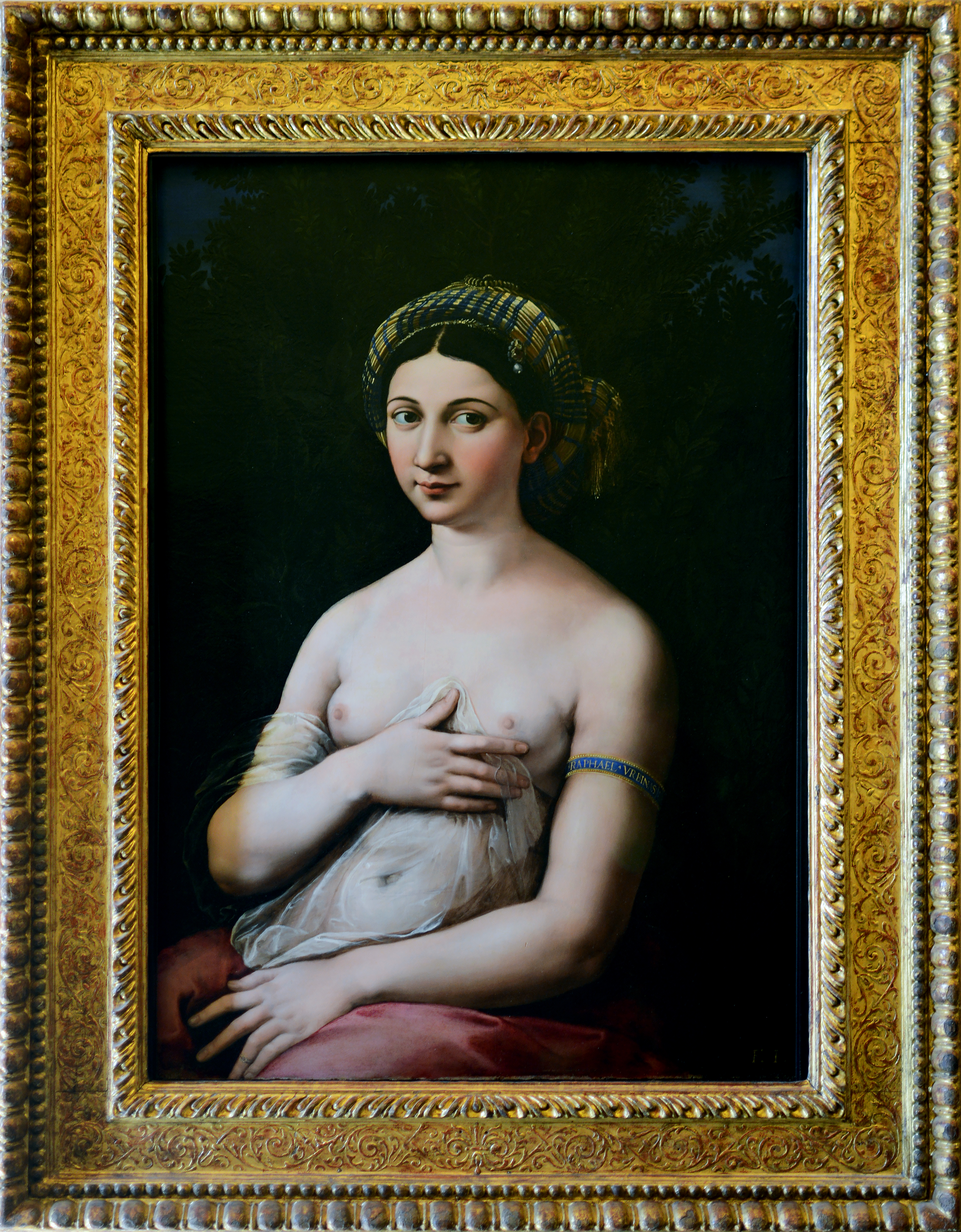
"Fornarina", de Rafael.
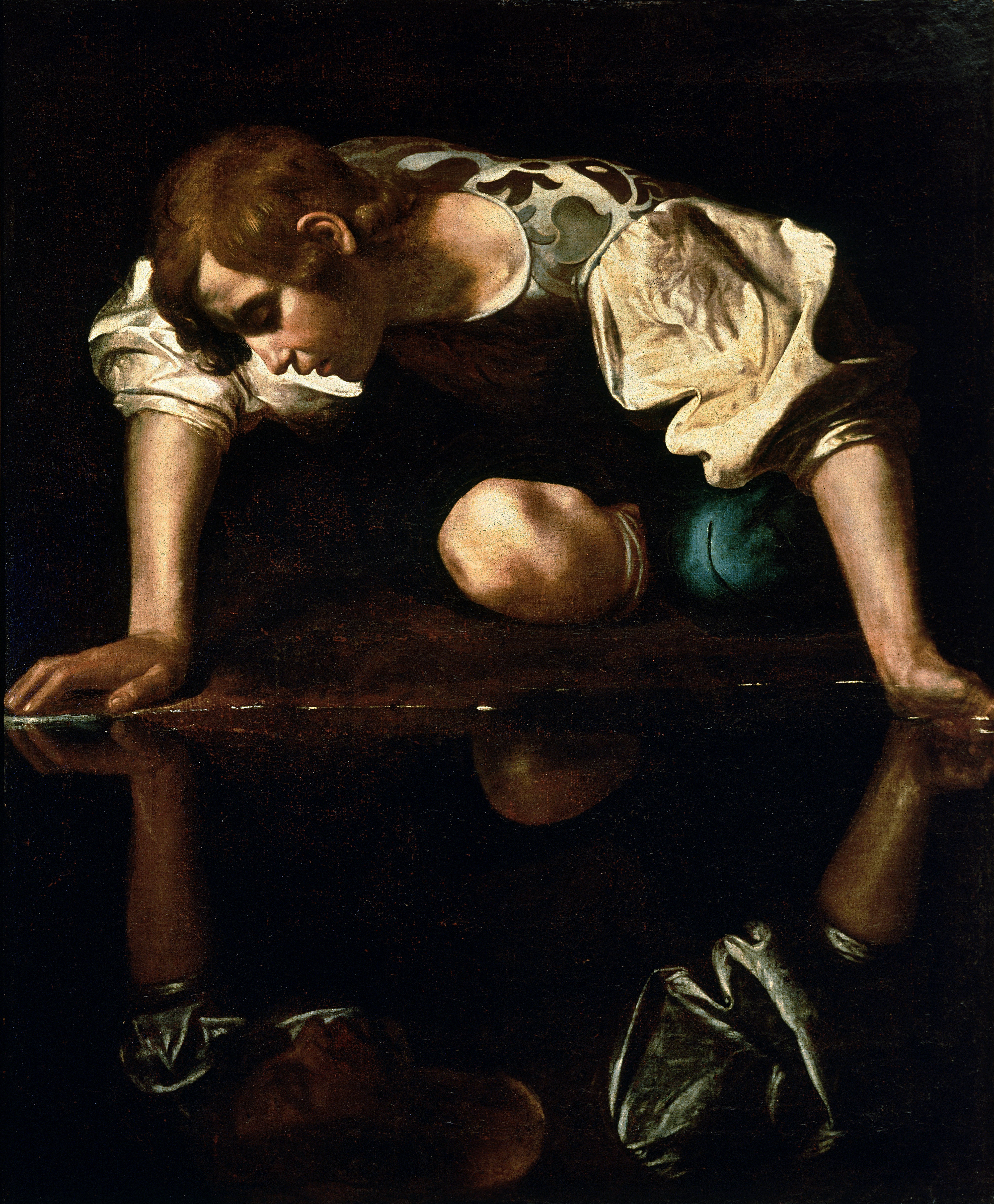
"Narciso", de Caravaggio.